# Futbol'nyj Klub Dynamo Kyïv 1997-1998

## Stagione

Andrij Ševčenko alle prese con il centrocampista juventino Edgar Davids, nella sfida tra e

La Dinamo Kiev, allenata da Valerij Lobanovs'kyj, concluse la stagione vincendo il campionato ucraino per la sesta volta consecutiva. In coppa nazionale trionfò in finale contro i concittadini del CSKA Kiev. In Champions League il cammino dei bianco-blu iniziò ai turni preliminari dove dapprima eliminarono i gallesi del Barry Town, poi i danesi del Brøndby. Nella fase a gruppi la squadra di Lobanovs'kyj venne inclusa nel girone con gli spagnoli del Barcellona vice campioni della Liga, gli olandesi del PSV campioni in carica di Eredivisie e gli inglesi del Newcastle Utd giunti secondi in FA Premier League 1996-1997. La Dinamo vinse il girone totalizzando 11 punti, frutto di tre vittorie, due pareggi e una sola sconfitta, a qualificazione già avvenuta, per mano del Newcastle. L'avventura europea si concluse ai quarti di finale, dove vennero eliminati dagli italiani della Juventus con un risultato complessivo di 5-2. In Coppa dei Campioni della CSI la Dinamo Kiev conquistò il trofeo per la terza volta, battendo in finale i russi dello Spartak Mosca per 1-0.

## Maglie e sponsor
Lo sponsor tecnico per la stagione 1997-1998 è Adidas. Lo sponsor ufficiale è Prominvestbank.
|  | Casa |  | Trasferta |

## Rosa
| N. |                        | Ruolo | Calciatore            |
| -- | ---------------------- | ----- | --------------------- |
| 12 | Ucraina (bandiera)     | P     | Vjačeslav Kernozenko  |
| 1  | Ucraina (bandiera)     | P     | Oleksandr Šovkovs'kyj |
| 6  | Ucraina (bandiera)     | D     | Jurij Dmytrulin       |
| 4  | Ucraina (bandiera)     | D     | Oleksandr Holovko     |
| 7  | Ucraina (bandiera)     | D     | Vasyl' Kardaš         |
| 3  | Ucraina (bandiera)     | D     | Oleksandr Kirjuchin   |
| 2  | Ucraina (bandiera)     | D     | Oleh Lužnyj           |
| 5  | Ucraina (bandiera)     | D     | Vladyslav Vaščuk      |
| 13 | Georgia (bandiera)     | D     | K'akhaber K'aladze    |
| 14 | Ucraina (bandiera)     | C     | Andrij Husin          |
| 23 | Ucraina (bandiera)     | D     | Oleksandr Radčenko    |
| 26 | Bielorussia (bandiera) | C     | Mihail Makowski       |

| N. |                        | Ruolo | Calciatore                     |
| -- | ---------------------- | ----- | ------------------------------ |
| 9  | Ucraina (bandiera)     | C     | Vitalij Kosovskyj              |
| 19 | Ucraina (bandiera)     | C     | Dmytro Mykhaylenko             |
| 22 | Ucraina (bandiera)     | C     | Jurij Maksymov                 |
| 20 | Bielorussia (bandiera) | C     | Uladzimir Makowski             |
| 24 | Bielorussia (bandiera) | C     | Valjancin Bjal'kevič           |
| 15 | Bielorussia (bandiera) | C     | Aljaksandr Chackevič           |
| 8  | Ucraina (bandiera)     | A     | Pavlo Škapenko                 |
| 11 | Ucraina (bandiera)     | A     | Serhij Rebrov                  |
| 10 | Ucraina (bandiera)     | A     | Andrij Ševčenko                |
| 30 | Ucraina (bandiera)     | A     | Oleh Venhlyns'kyj              |
| 27 | Russia (bandiera)      | A     | Aleksej Gerasimenko (capitano) |
| 25 | Ucraina (bandiera)     | A     | Oleksandr Kosyrin              |

## Risultati

### Champions League

#### Turni preliminari
| Arbitro: | Sarvan |

|                         |           |  |
| Rebrov 19’ Maksymov 79’ | Marcatori |  |

| Arbitro: | Orrason |

|  |           |                                             |
|  | Marcatori | 52’ Bjal'kevič 64’ (77) Maksymov 79’ Vaščuk |

| Arbitro: | Ancion |

|                                |           |                                              |
| Bagger 21’ Daugaard 88’ (rig.) | Marcatori | 7’ Husin 34’ Ševčenko 76’ Rebrov 78’ Holovko |

| Arbitro: | Braschi |

|  |           |             |
|  | Marcatori | 18’ Colding |

#### Fase a gironi
| Arbitro: | Pedersen |

|          |           |                                      |
| Jonk 40’ | Marcatori | 33’ Maksymov 46’ Rebrov 90’ Ševčenko |

| Arbitro: | Mikkelsen |

|                        |           |                    |
| Rebrov 4’ Ševčenko 28’ | Marcatori | 78’, 85’ Beresford |

| Arbitro: | Merk |

|                                        |           |  |
| Rebrov 6’ Maksymov 32’ Kalytvyncev 65’ | Marcatori |  |

| Arbitro: | Dallas |

|  |           |                                         |
|  | Marcatori | 9’, 32’, 44’ (rig.) Ševčenko 79’ Rebrov |

| Arbitro: | Ceccarini |

|            |           |              |
| Rebrov 19’ | Marcatori | 65’ De Bilde |

| Arbitro: | Krug |

|                       |           |  |
| Barnes 10’ Pearce 21’ | Marcatori |  |

#### Fase a eliminazione diretta
| Arbitro: | Durkin |

|             |           |           |
| Inzaghi 56’ | Marcatori | 69’ Husin |

| Arbitro: | Batta |

|            |           |                                     |
| Rebrov 54’ | Marcatori | 29’, 65’, 73’ Inzaghi 87’ Del Piero |

### Coppa dei Campioni della CSI

#### Fase a gironi
| Arbitro: | Khusainov |

|                                 |           |  |
| Husin 44’ Kardaš 45’ Rebrov 50’ | Marcatori |  |

| Arbitro: | Lajuks |

|                                                                  |           |  |
| Bjal'kevič 42’ Ševčenko 48’, 67’ Rebrov 55’, 89’ Kalytvyncev 80’ | Marcatori |  |

| Arbitro: | Ivanov |

|                                   |           |  |
| Gerasimenko 21’, 71’ Leonenko 83’ | Marcatori |  |

#### Fase finale
| Arbitro: | Timofejev |

|          |           |  |
| Husin 3’ | Marcatori |  |

| Arbitro: | Butenko |

|                                                                                     |           |  |
| Gerasimenko 10’ Ševčenko 15’ Bjal'kevič 24’ Kurbanmämmedow 55’ (aut.) Dmytrulin 59’ | Marcatori |  |

| Arbitro: | Kazaryan |

|  |           |              |
|  | Marcatori | 49’ K'aladze |

## Statistiche

### Statistiche di squadra
| Competizione                 | Punti | Totale | Totale | Totale | Totale | Totale | Totale | DR   |
| Competizione                 | Punti | G      | V      | N      | P      | Gf     | Gs     | DR   |
| ---------------------------- | ----- | ------ | ------ | ------ | ------ | ------ | ------ | ---- |
| Vyšča Liha                   | 72    | 30     | 23     | 3      | 4      | 70     | 15     | +65  |
| Coppa d'Ucraina              | -     | 9      | 9      | 0      | 0      | 31     | 9      | +22  |
| Champions League             | 11    | 12     | 6      | 3      | 3      | 25     | 14     | +11  |
| Coppa dei Campioni della CSI | 9     | 6      | 6      | 0      | 0      | 19     | 0      | +19  |
| Totale                       | -     | 57     | 44     | 6      | 7      | 145    | 38     | +117 |